# Ferrari 599 SA Aperta
De Ferrari 599 SA Aperta is een sportauto van het merk Ferrari, en de cabriolet-versie van de 599 GTB Fiorano. Met deze auto wordt het 80-jarig bestaan gevierd van Pininfarina, waarnaar de beperkte oplage ook verwijst. De letters 'SA' in de naam staan voor Sergio en Andrea, heren die beiden belangrijk zijn in ontwerphuis Pininfarina, welke veel van Ferrari's auto's ontwerpt. 'Aperta' is Italiaans voor 'open'.
De auto zal eind september 2010 voor het eerst gepresenteerd worden op de autoshow van Parijs. De topsnelheid van deze auto is 325 km/u en daarmee is het de snelste cabriolet van Ferrari ooit.